# Reclaim the Streets
Der Begriff Reclaim the Streets (zu Deutsch etwa Holt euch die Straße zurück) bezeichnet eine Aktionsform mit dem übergeordneten Ziel des gemeinschaftlichen Aneignens des öffentlichen Raums.

## Geschichte
Reclaim the Streets entstand in den 90er Jahren in Großbritannien sowohl als Slogan als auch als Gegenreaktion der Technoszene auf den „Criminal Justice Act“ von Margaret Thatcher, der das öffentliche Abspielen von Technomusik verbot.
Das Grundkonzept besteht aus einem karneval-artigen Fest, welches ähnlich wie ein Flashmob inszeniert wird. Es geht um „die zeitlich begrenzte Aneignung von öffentlichem Raum unter Einsatz von Körper, Kreativität und Musik - zu freundlich und fröhlich, um umstandslos eingekesselt und geräumt zu werden, gleichzeitig jedoch als Störung des Autoverkehrs und des Konsumentenalltags wirksam genug, um nicht wie beispielsweise die Berliner Love Parade in den Reigen der erlebnisgesellschaftlichen Kulturevents eingegliedert zu werden.“. Im Jahr 2000 wurde in London die erste Rhythms-of-Resistance-Band gegründet, aus der ein internationales Netzwerk von Trommelgruppen und Sambabands entstanden ist.
Die Aktionsform steht damit im Kontext einer urbanen Widerstandsbewegung gegen konsumzentrierte Globalisierung und richtet sich gegen das Auto als das häufigste Transportmittel, welches Stadtplanung und die Nutzung des öffentlichen Raums bestimmt. Es bestehen Parallelen mit anderen Jugend- und Straßenbewegungen wie Punks, Hausbesetzern oder Anhängern des New-Age. Auch mit ökologisch oder konsumkritisch orientierten (Bürger-)Initiativen gibt es gemeinsame Schnittmengen, etwa bei der Organisation von Critical Mass Veranstaltungen.
Im Werk No Logo von Naomi Klein wird das Konzept der Straßenrückeroberung ausführlich beschrieben.

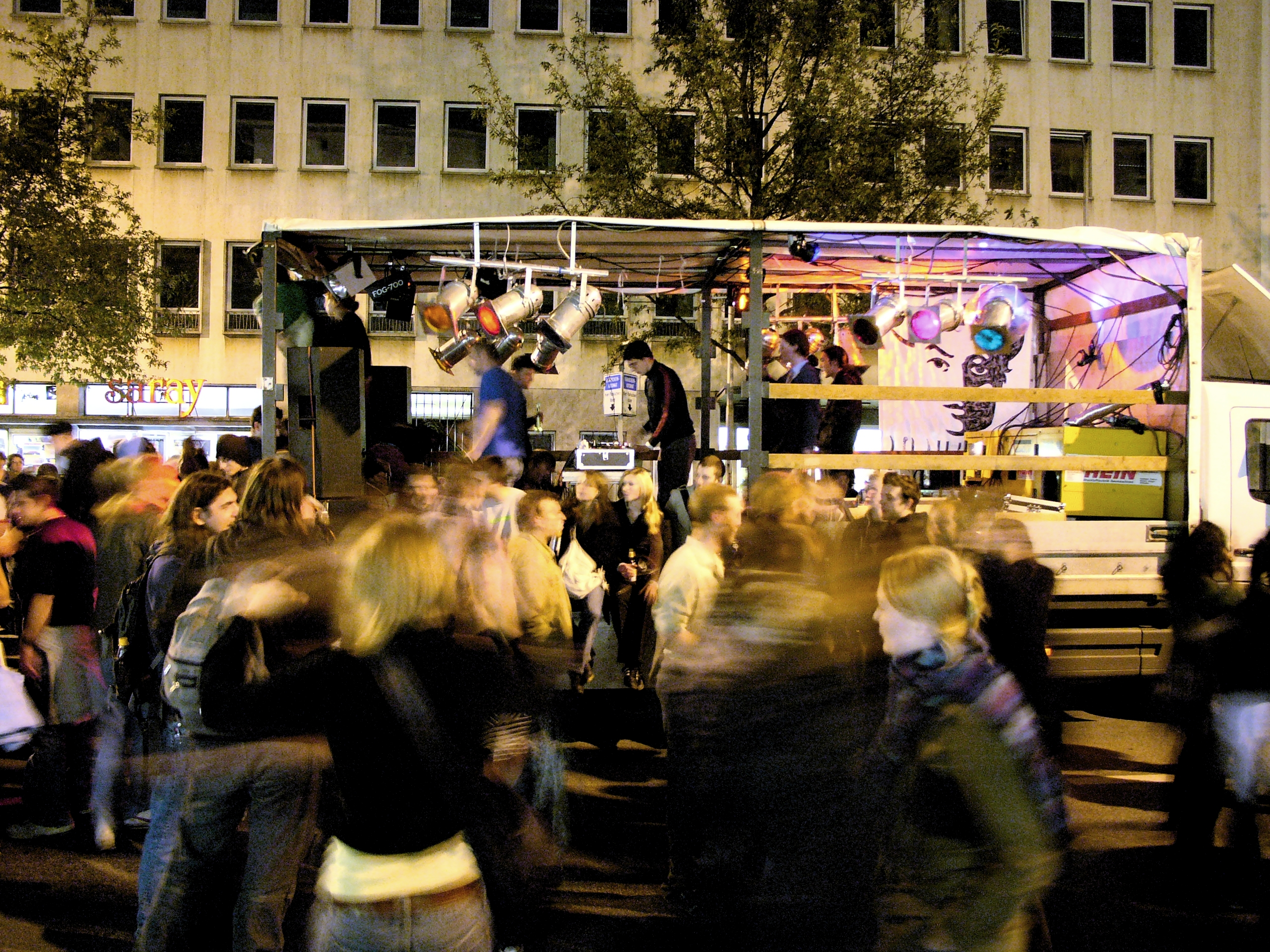
Nachttanzdemonstration Frankfurt/Main 2006

## Beispiele

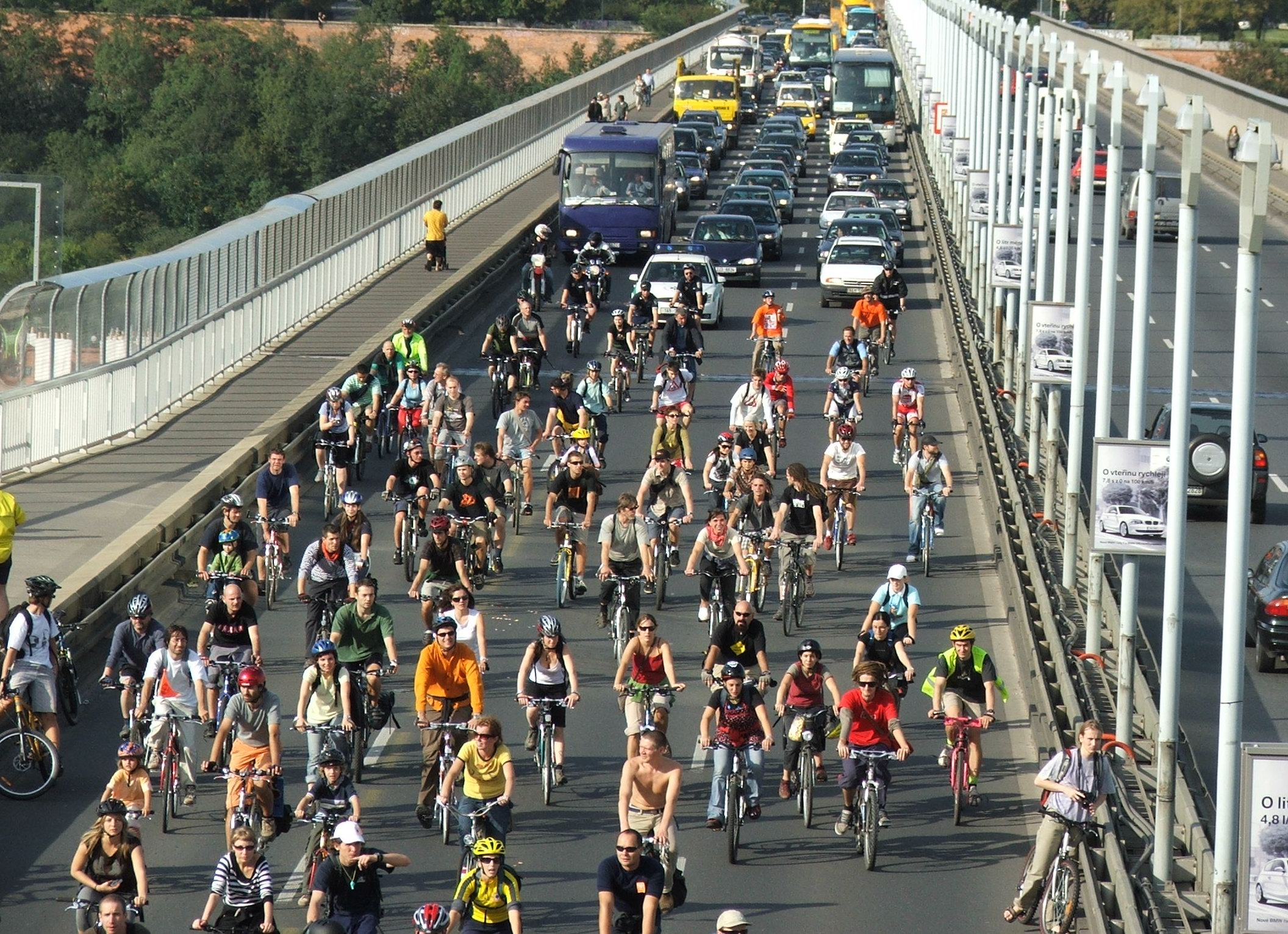
Critical Mass in Prag (2007)

Am 18. Juni 1999, am Vorabend des G8-Gipfel in Köln 1999, organisierte RTS die bis dahin größte Demonstration in Köln: 10.000 Demonstranten blockierten im Stadtzentrum Banken und Brücken.
Die Berliner Tanzguerilla ist eine Gruppe, die regelmäßig im öffentlichen Raum tanzt, genau wie auch die Tanzguerilla Hannover, die sich 2006 nach dem Berliner Vorbild gründete.
Im Rahmen der sogenannten Critical Mass fahren weltweit in großen Städten einige Dutzend bis mehrere zehntausend Radfahrer gemeinsam durch die Straßen, um so ihren Anspruch auf einen Teil des Straßenraums zu erheben. In vielen Städten finden diese Fahrten regelmäßig einmal monatlich statt. Die Budapester Critical Mass, die größte weltweit, hat bis zu 80.000 Teilnehmer.
Reclaim-the-Streets-Partys sind teilweise von Übergriffen gegen Sacheigentum begleitet, wie z. B. in Zürich am 6. Februar 2010 oder am 12. Dezember 2014; in Bern am 25. Mai 2013; in Winterthur am 21. September 2013.